# 貝林斯普林斯 (密歇根州)
貝林斯普林斯（英語：Berrien Springs）是位於美國密歇根州貝林縣的一個村。

## 人口
根據2020年美國人口普查的數據，貝林斯普林斯的面積為2.59平方千米，當中陸地面積為2.38平方千米，而水域面積為0.21平方千米。當地共有人口1910人，而人口密度為每平方千米737人。